# Renato Albonico
Renato Albonico (Venezia, 21 giugno 1947 – Bologna, 26 agosto 2023) è stato un cestista italiano.

## Palmarès
- Coppa Italia: 1

Virtus Bologna: 1974